# Trichoglottis pauciflora
Trichoglottis pauciflora är en orkidéart som beskrevs av Johannes Jacobus Smith. Trichoglottis pauciflora ingår i släktet Trichoglottis och familjen orkidéer. Inga underarter finns listade i Catalogue of Life.